# Rüdiger Linck
Rüdiger Linck (* 19. Januar 1959 in Essen) ist ein deutscher Jurist. Er war zuletzt bis März 2025 Vizepräsident des Bundesarbeitsgerichts.

## Leben und Wirken
Nach dem Studium der Rechtswissenschaften an der Universität Heidelberg legte Linck sein Erstes und nach dem Referendariat das Zweite Juristische Staatsexamen ab. Anschließend arbeitete er ab 1987 als wissenschaftlicher Mitarbeiter von Gerrick von Hoyningen-Huene an dessen Heidelberger Lehrstuhl. Unter dessen Betreuung wurde Linck 1989 in Heidelberg mit der arbeitsrechtlichen Arbeit „Die soziale Auswahl bei betriebsbedingter Kündigung“ zum Dr. iur. promoviert. Im August desselben Jahres trat er als Arbeitsrichter in den Justizdienst des Landes Baden-Württemberg ein, wo er unter anderem an den Arbeitsgerichten Stuttgart und Pforzheim eingesetzt wurde. Von 1991 bis 1993 war er als wissenschaftlicher Mitarbeiter an das Bundesarbeitsgericht abgeordnet. Im Dezember 1993 wurde Linck an das Sächsische Landesarbeitsgericht abgeordnet. Nach einer Tätigkeit am Arbeitsgericht Leipzig wurde er zum Februar 1996 Vorsitzender Richter am Sächsischen Landesarbeitsgericht. 
Seit 1. Juli 2001 ist Linck Richter am Bundesarbeitsgericht. Dort wurde er zunächst dem 5. Senat zugewiesen, ab Februar 2007 war er Mitglied des 6. Senats. Zum November 2009 wurde er als stellvertretender Vorsitzender dem 1. Senat zugewiesen. Am 1. Mai 2014 wurde Linck als Vorsitzender Richter die Leitung des 10. Senats übertragen, der hauptsächlich für das Vergütungsrecht zuständig ist. Im November 2017 wurde er zum Vizepräsidenten des Bundesarbeitsgerichts ernannt. Damit einher ging der Wechsel der Leitung des 10. Senats zum 5. Senat, dem er bereits von 2001 bis 2007 angehört hatte. Wissenschaftlich ist Linck unter anderem als Mitkommentator in Fachkommentaren vor allem zum Kündigungsrecht hervorgetreten.
Mit Ablauf des 31. März 2025 trat Rüdiger Linck in den Ruhestand. Seit 1. Mai 2025 ist er als Of Counsel in der Sozietät Esche Schümann Commichau tätig.